# Mont-Saint-Martin (Isèra)
Mont-Saint-Martin és un municipi francès situat al departament de la Isèra i a la regió d'Alvèrnia-Roine-Alps. L'any 2007 tenia 96 habitants.

## Demografia

### Població
El 2007 la població de fet de Mont-Saint-Martin era de 96 persones. Hi havia 36 famílies de les quals 8 eren unipersonals (4 homes vivint sols i 4 dones vivint soles), 8 parelles sense fills, 16 parelles amb fills i 4 famílies monoparentals amb fills.
La població ha evolucionat segons el següent gràfic:
Habitants censats

### Habitatges
El 2007 hi havia 45 habitatges, 35 eren l'habitatge principal de la família, 6 eren segones residències i 4 estaven desocupats. Tots els 45 habitatges eren cases. Dels 35 habitatges principals, 32 estaven ocupats pels seus propietaris i 3 estaven llogats i ocupats pels llogaters; 1 tenia dues cambres, 2 en tenien tres, 8 en tenien quatre i 23 en tenien cinc o més. 28 habitatges disposaven pel capbaix d'una plaça de pàrquing. A 10 habitatges hi havia un automòbil i a 23 n'hi havia dos o més.

### Piràmide de població
La piràmide de població per edats i sexe el 2009 era:
| Homes | Edats   | Dones |
| ----- | ------- | ----- |
| 0     | 95 o +  | 0     |
| 0     | 90 a 94 | 0     |
| 0     | 85 a 89 | 0     |
| 0     | 80 a 84 | 0     |
| 0     | 75 a 79 | 0     |
| 4     | 70 a 74 | 0     |
| 4     | 65 a 69 | 0     |
| 0     | 60 a 64 | 0     |
| 4     | 55 a 59 | 4     |
| 8     | 50 a 54 | 16    |
| 0     | 45 a 49 | 0     |
| 4     | 40 a 44 | 0     |
| 0     | 35 a 39 | 8     |
| 8     | 30 a 34 | 0     |
| 4     | 25 a 29 | 0     |
| 0     | 20 a 24 | 0     |
| 4     | 15 a 19 | 0     |
| 4     | 10 a 14 | 0     |
| 0     | 5 a 9   | 0     |
| 4     | 0 a 4   | 4     |

## Economia
El 2007 la població en edat de treballar era de 69 persones, 53 eren actives i 16 eren inactives. De les 53 persones actives 49 estaven ocupades (24 homes i 25 dones) i 4 estaven aturades (3 homes i 1 dona). De les 16 persones inactives 2 estaven jubilades, 10 estaven estudiant i 4 estaven classificades com a «altres inactius».
Activitats econòmiques
Els 3 establiments que hi havia el 2007 eren d'empreses de serveis.
L'any 2000 a Mont-Saint-Martin hi havia 3 explotacions agrícoles.

## Poblacions més properes
El següent diagrama mostra les poblacions més properes.